# VoiceOver
VoiceOver est un logiciel de lecture d'écran développé par la société Apple et destiné aux personnes aveugles ou fortement malvoyantes. Il lit par synthèse vocale ce qui est affiché sur l'écran d'un ordinateur ou d'un appareil mobile et permet d’interagir avec ceux-ci. Il est un composant systématiquement présent dans Mac OS X depuis sa version 10.4 et se retrouve également dans l'iOS d'Apple depuis l'iPod Shuffle de troisième génération, l'iPhone 3GS, l'iPod Nano de cinquième génération et tous les iPad depuis le premier modèle.
En s'en servant, l'utilisateur peut piloter son appareil en écoutant uniquement des messages vocaux.

## VoiceOver en détail

### Mac OS X
- La version Mac OS X v10.5 Léopard comporte une version complètement revue et mise à jour de VoiceOver qui s'inspire des fonctions fournies dans Mac OS X v10.4 Tiger. Il comporte grand nombre d'améliorations, y compris une voix anglaise de haute qualité qui peut fonctionner à haute vitesse, le support Plug and Play pour les afficheurs braille, le support de huit langues internationales, une prise en main interactive, et le commandeur pavé numérique, ce qui rend la navigation plus facile pour les nouveaux propriétaires de Mac qui ont utilisé des lecteurs d'écran sous Windows auparavant.

- La version Mac OS X v10.7 Lion fournit une version encore améliorée et plus complète. Il n'est plus nécessaire d'acheter chez un partenaire d'Apple une voix française sauf si on souhaite d'autres accents ou langues que l'allemand, l'anglais (fourni avec des accents sud-africain, australien, indien et irlandais), arabe du Moyen-Orient, chinois, coréen, danois, espagnol (d'Espagne ou du Mexique), finnois, canadienne française, grecque, hindi, hongroise, indonésienne, italienne, japonaise, néerlandaise, norvégienne, polonaise, portugaise (du Brésil ou du Portugal), roumaine, russe, slovaque et tchèque, suédoise, thaï et turque.
  - Une voix féminine appartenant à « Virginie » est installée par défaut et deux voix masculines sont téléchargeables sur le site d'Apple. Les versions « compactes » des voix, de qualité inférieure, fournissent un rythme de parole plus fluide si le système est chargé mais tout à fait audible.
  - VoiceOver n'améliorera néanmoins pas la vocalisation d'un texte qui ne respecte pas les balises d'accessibilité de la W3C et dont seule la bonne qualité visuelle aurait été retenue. Actuellement bon nombre de publications au format PDF ne peuvent être vocalisées correctement du fait, par exemple, d'un saut au milieu d'une phrase à un autre paragraphe, de l'absence de pause après un titre ou sous-titre, ou de la lecture longue de légendes ou de coordonnées de points d'un graphique dont la vectorisation répondra au besoin de grossissement sans perte de qualité mais qui rendra impossible sa vocalisation.
  - VoiceOver ne permet pas encore d'accompagner la vocalisation d'un texte par la surbrillance de la ligne et du mot lus, procédé qui semble apprécié par certains dyslexiques ; cette fonctionnalité étant assurée par d'autres applications, notamment VisioVoice.

### iOS
iOS, anciennement iPhone OS le "i" de iOS étant pour iPhone d'où la minuscule, est le système d'exploitation mobile développé par Apple pour plusieurs de ses appareils. Il est dérivé de macOS dont il partage les fondations (le noyau hybride XNU basé sur le micro-noyau Mach, les services Unix et Cocoa, etc.). iOS comporte quatre couches d'abstraction, similaires à celles de macOS : une couche « Core OS », une couche « Core Services », une couche « Media » et une couche « Cocoa ». Le système d'exploitation occupe au maximum 3 Go de la capacité mémoire totale de l'appareil, selon l'appareil.
Ce système d'exploitation n'avait aucun nom officiel avant la publication du kit de développement iPhone (SDK) le 6 mars 2008. Jusqu'à cette date, Apple se contentait de mentionner que « l'iPhone tourne sous OS X »Note 2,5, une référence ambiguë au système d'exploitation source d'iOS, macOS. Ce n'est qu'à cette occasion que Scott Forstall présenta l'architecture interne du système d'exploitation, et dévoila alors le nom d'iPhone OS. Ce nom a été changé le 7 juin 2010 pour iOS. La marque commerciale « IOS » était utilisée par Cisco depuis plus de dix ans pour son propre système d'exploitation, IOS, utilisé sur ses routeurs. Pour éviter toute poursuite judiciaire, Apple a acquis auprès de Cisco une licence d'exploitation de la marque « iOS ».
Le kit de développement en question, disponible pour macOS, propose les outils nécessaires à la création d'une application pouvant tourner sous iOS. Si son téléchargement et son utilisation sont gratuits, la publication de telles applications requiert d'adhérer au programme des développeurs Apple, pour la somme de 99 $ par an. Il n'en demeure pas moins que cette offre peut s'avérer intéressante pour bon nombre de développeurs, étant donné la taille relative du marché créé par iOS.
En effet, lors de la présentation des iPhone XS, XS Max, XR et Apple Watch Series 4, en septembre 2018, le PDG d'Apple Tim Cook annonce que plus de deux milliards d'appareils mobiles fonctionnent sous iOS. De surcroît, le portail App Store, destiné à l'exposition de toutes les applications développées pour ce système d'exploitation, est souvent présenté comme un modèle économique couronné de succès : avec un catalogue de 2 200 000 applications pour un total de 170 milliards d'application téléchargés. iOS représente environ 15 % des smartphones en septembre 201812.
La dernière grande mise à jour, iOS 12 est présentée le 4 juin 2018 à la WWDC 2018 pour un mise en circulation en septembre de la même année. À ce jour, deux autres OS sont basés sur iOS : watchOS pour l'Apple Watch et tvOS pour l'Apple TV.